# نوک‌زنی

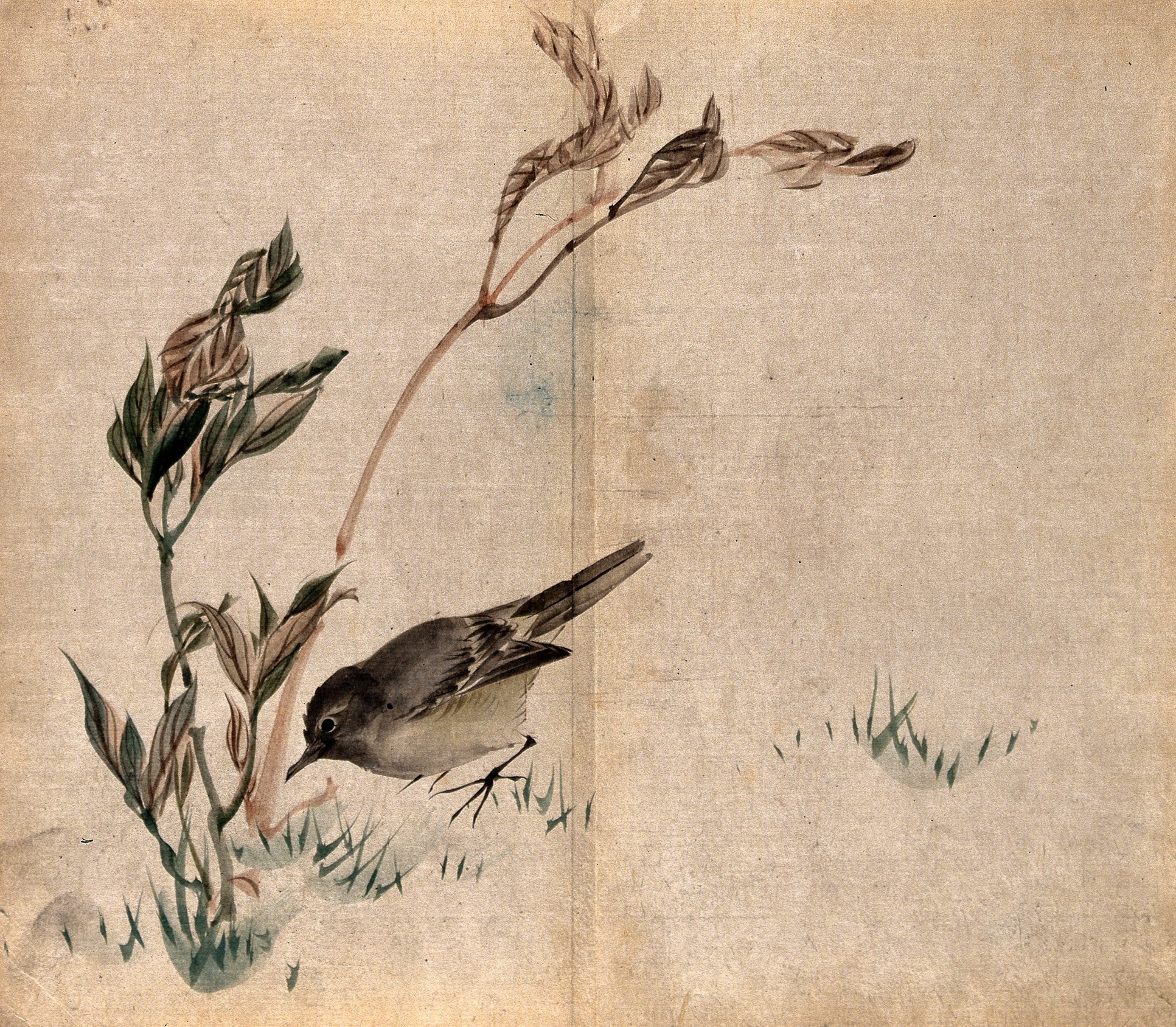
تصویر آبرنگ از پرنده‌ای که به پای یک گیاه نوک می‌زند.

نوک‌زنی یا نوک‌زدن (به انگلیسی: Pecking) عملی در پرنده است که از نوک خود برای جستجوی غذا یا بررسی یک شی یا ناحیه با ضربه زدن به آن استفاده می‌کند. نوک‌زدن می‌تواند توسط یک پرنده برای حمله یا مبارزه با پرنده دیگر استفاده شود.
نوک زدن اغلب در جوجه‌ها و دیگر ماکیان و در کبوترها دیده می‌شود. نوک زدن معمولاً با حرکت گردن انجام می‌شود.
برخی از پرندگان، به‌ویژه دارکوب‌ها، با استفاده از منقار خود، درختان را سوراخ می‌کنند تا حشرات را در زیر پوست آن پیدا کنند. دارکوب‌ها همچنین درگیر نوعی نوک زدن به نام طبل زدن هستند، نوعی نوک زدن با شدت کمتر که برای ایجاد قلمرو و جذب جفت کاربرد دارد. دارکوب‌ها بر روی سازه‌های طنین‌دار مختلف بر روی ساختمان‌ها مانند ناودان‌ها، دهانه‌ها، دودکش‌ها، دریچه‌ها و ورق‌های آلومینیومی می‌کوبند.
عبارت نوک زدن به سازمان سلسله‌مراتبی اجتماعی توسط تورلیف شیلدروپ-ابه در سال 1921 با اشاره به بیان تسلط در جوجه‌ها با رفتارهایی از جمله نوک‌زدن ابداع شد. شیلدروپ-اِبه در مقاله آلمانی خود در سال ۱۹۲۴ اشاره کرد که «دفاع و تهاجم در مرغ با نوک‌زدن انجام می‌شود». این تأکید بر نوک‌زدن سبب شد تا بسیاری از مطالعات بعدی دربارهٔ رفتار پرندگان از آن به عنوان مشاهده اولیه استفاده کنند، با این حال، اشاره شده است که خروس‌ها تمایل به جهش دارند و از پنجه‌های خود در درگیری استفاده می‌کنند.